# Charles Crodel
Pour les articles homonymes, voir Crodel.
Charles Crodel, né Fritz Charles David Crodel le 16 septembre 1894 à Marseille et mort le 11 novembre 1973 à Neuried près de Munich, est un artiste allemand et peintre de vitraux qui a également enseigné à l'université d'État de Pennsylvanie et à l'université de Louisville (Kentucky). Il a fait partie de la Sécession berlinoise

## Biographie
Né à Marseille, dans la famille du consul d'Allemagne Richard Crodel, il étudie les arts à l'université d'Iéna, notamment la peinture et la lithographie. Il a été membre du conseil exécutif du Jenaer Kunstvereins, le célèbre forum de la Bauhaus. Il était un ami proche de Gerhard Marcks. En 1923, la Galerie nationale allemande de l'art à Berlin et, plus tard, la Bibliothèque nationale à Paris, lui achètent des estampes et des lithographies. Des fresques murales à l'université d'Iéna, une autre dans le Weimar Schlossmuseum et une troisième à Erfurt subsistent de cette époque.
De 1927 à 1933, Crodel enseigne l'impression et la peinture monumentale à la « Burg Giebichenstein », l'Académie des arts et métiers à Halle. L'ensemble de ses peintures murales notamment celles qui étaient consacrées à Goethe (1932) à Bad Lauchstädt ont été détruits en été 1933 et en 1936. De nombreux réfugiés ont emporté des peintures et gravures de Crodel. Elles sont maintenant visibles à Louisville (Kentucky), au North Carolina Museum of Art, Raleigh, au Virginia Museum of Arts et au Luther College, à Decorah.
Les années suivantes, Crodel a expérimenté trouvé des nouveaux domaines de travail. Il pratique la décoration de verre dans l'industrie (en collaboration avec Wilhelm Wagenfeld), et il explore la décoration de poterie avec Hedwig Bollhagen. Il commence la technique du vitrail et de la mosaïque.
En 1945, Crodel enseigne de nouveau à Halle, mais aussi à Berlin et à Dresde, et en 1951 à l'Académie des beaux-arts de Munich où il a notamment comme élève Schang Hutter. À partir de 1958, Crodel est invité régulièrement à l'université d'État de Pennsylvanie et à  l'université de Louisville.
On peut voir des vitraux de Crodel en Allemagne et en Suède, notamment à Francfort, à Berlin, Erfurt et Hambourg.
Revenant d'une session de l'Académie des arts de Berlin, Crodel meurt en 1973 à Neuried.